# ساختار دوم پروتئین
ساختار دوم پروتئین، شکل سه‌بعدی بخش‌های محلی پروتئین‌ها است. دو عنصر ساختاری متداول در ساختار دوم متداول، مارپیچ‌های آلفا و صفحات بتا هستند، اگرچه چرخش‌های بتا و حلقه‌های امگا نیز رخ می‌دهند. عناصر ساختار دوم معمولاً به‌طور خودبه‌خودی به‌عنوان یک واسطهٔ پیش از تا شدن پروتئین به ساختار سه‌بعدی خود تشکیل می ڨشوند.
ساختار دوم به‌طور رسمی با الگوی پیوندهای هیدروژنی بین اتم‌های آمینه هیدروژن و اکسیژن کربوکسیل در ساختاری پپتیدی تعریف می‌شود. مفهوم ساختار دوم پروتئین، نخستین بار توسط Kaj Ulrik Linderstrøm-Lang در استنفورد در سال ۱۹۵۲ معرفی شد. انواع دیگر بیوپلیمرها مانند اسیدهای نوکلئیک نیز ساختارهای دوم مشخصی دارند.

## انواع
رایج‌ترین ساختارهای ثانویه، مارپیچ آلفا و صفحات بتا هستند. سایر مارپیچ‌ها، مانند مارپیچ π، از نظر انرژی دارای الگوهای پیوند هیدروژنی مطلوبی هستند، اما به‌ندرت در پروتئین‌های طبیعی مشاهده می‌شوند.

## پیش‌بینی
پیش‌بینی ساختار سوم پروتئین، تنها از روی توالی آمینه آن یک مشکل بسیار چالش‌برانگیز است اما استفاده از تعاریف ساده‌تر ساختار دوم قابل حل‌تر است.

## کاربردها
ساختار دوم پروتئین و اسیدهای نوکلئیک می‌توانند برای کمک به هم‌ترازسازی چند توالی استفاده شوند. این ترازها را می‌توان با گنجاندن اطلاعات ساختار دوم، علاوه بر اطلاعات توالی ساده، دقیق تر کرد. گاهی می‌توان روابط دور بین پروتئین‌هایی را که ساختار اولیهٔ آن‌ها ناهم‌تراز است، توسط ساختار دوم یافت.
نشان داده شده‌است که مارپیچ‌های آلفا پایدارتر، در برابر جهش‌ها مقاوم‌تر و قابل طراحی‌تر از رشته‌های بتا در پروتئین‌های طبیعی هستند، بنابراین طراحی پروتئین‌های عملکردی all-a احتمالاً آسان‌تر از طراحی پروتئین‌هایی با مارپیچ و رشته‌است. این موضوع، اخیراً به‌صورت تجربی تأیید شده‌است.